# Blatec (Olomouc)
Blatec é uma comuna checa localizada na região de Olomouc, distrito de Olomouc.